# Güliz Ayla
Güliz Ayla (* 27. April 1988 in Samsun) ist eine türkische Popmusikerin.

## Karriere
Ayla besuchte die Samsun Anadolu Lisesi. 2015 erschien ihr erstes Album Olmazsan Olmaz. Einige Songs wurden von der bekannten Sängerin Sıla geschrieben, darunter die erfolgreiche Single-Auskopplung Bahsetmem Lazım. Das Original stammt vom griechischen Sänger Panos Kiamos. Zuvor arbeitete sie bereits als Backgroundsängerin, unter anderem für Işın Karaca.
Im Jahr 2017 folgte das zweite Album Parla.
Im Jahr 2018 nahm sie gemeinsam mit Bahadır Tatlıöz an dem ABU Radio Song Festival mit dem Song Kimin Umrunda teil.
Güliz Ayla machte zudem mit weiteren Songs wie Olmazsan Olmaz, Gelsin Öpsün Kalbimi, Öyle Sev oder Evdekilere Söyle auf sich aufmerksam.

## Diskografie

### Alben
- 2015: Güliz Ayla
- 2017: Parla

### Singles
| - 2015: Olmazsan Olmaz - 2015: Bahsetmem Lazım (Original: Panos Kiamos – Ante Na Min Trelatho) - 2016: İlk Öpücük Benden Olsun - 2017: Bilirkişi - 2018: Yetmedi Mi - 2018: Gelsin Öpsün Kalbimi - 2018: Öldür Beni - 2018: Kimin Umrunda (mit Bahadır Tatlıöz) - 2019: Öyle Sev - 2019: Mıknatıs (mit Ege Çubukçu) - 2020: Sarmaşık - 2021: Bugün Dünden İyi (mit Alp Yenier) - 2021: Evdekilere Söyle - 2021: Şivesi Sensin Aşkın | - 2022: Al Yorgun Kalbimi - 2023: An'da - 2023: Gımıldan - 2023: Ömrüm - 2023: Hücumdayım (mit Erk Emindayi) - 2024: Özlem - 2024: Yolda Kaldık (mit Fatih Ertür) - 2024: Bi' Farkın Var - 2024: Sensiz Aşkı Neyleyim (mit Alp Yenier) - 2025: Kardelenler (mit Alp Yenier) - 2025: Sur - 2025: Merdiven - 2025: Gönül Sabreyle Sabreyle - 2025: Yürü Ya Kulum (mit Selami Bilgiç) |

Quelle: